# Platylomalus bicavatus
Platylomalus bicavatus är en skalbaggsart som beskrevs av Cooman 1955. Platylomalus bicavatus ingår i släktet Platylomalus och familjen stumpbaggar. Inga underarter finns listade i Catalogue of Life.